# Martti Huhtala
Martti Elias Huhtala (Rovaniemi, 18 novembre 1918 – Rovaniemi, 25 ottobre 2005) è stato un combinatista nordico finlandese.

## Palmarès

### Olimpiadi
- 1 medaglia:
  - 1 argento (combinata nordica a Sankt Moritz 1948).